# (1590) Tsiolkovskaja
(1590) Tsiolkovskaja est un astéroïde de la ceinture principale.

## Description
(1590) Tsiolkovskaja est un astéroïde de la ceinture principale. Il fut découvert le 1er juillet 1933 à Simeis par Grigori Néouïmine. Il présente une orbite caractérisée par un demi-grand axe de 2,23 UA, une excentricité de 0,16 et une inclinaison de 4,3° par rapport à l'écliptique.

## Compléments